# Serra Roja
La Serra Roja és una serra situada al municipi de Santa Cecília de Voltregà (Osona), amb una elevació màxima de 611,1 metres.